# Arbatskaja (stacja metra na linii Filowskaja)
Arbatskaja (ros. Арбатская) – stacja moskiewskiego metra linii Filowskiej (kod 055). Otwarta jako odnoga pierwszej linii metra w 1935 roku. Powstała jako stacja płytka, w pobliżu znajduje się głęboka stacja o tej samej nazwie linii Arbacko-Pokrowskiej. Zamknięta w 1953, po 5 latach otwarta ponownie jako fragment nowej linii. Wyjścia prowadzą na ulicę Arbatskaja, od której zaczerpnięto nazwę stacji.

## Wystrój
Stacja jest jednopoziomowa, posiada jeden peron. Konstrukcja stacji jest identyczna jak w przypadku stacji Sokolniki, Park Kultury i Smolenskaja. Kolumny pokryto jasnym marmurem, Użyto kremowych płytek ceramicznych na ścianach nad torami i czerwonych na podłodze. Westybul ma unikatowy kształt pięciokąta pomalowanego na biało i czerwono. Na każdym boku znajduje się napis „Metro”.